# Polidoro Benveduti
Polidoro Benveduti (Gubbio, 13 settembre 1891 – Gubbio, 5 marzo 1979) è stato un bibliotecario, archivista e ceramista italiano.

## Biografia
Polidoro Benveduti nacque a Gubbio nel 1891 dal marchese di Burano Giuseppe Benveduti e dalla contessa Maria Bonarelli, sorella di Guido Bonarelli, famoso geologo.
Polidoro si applicò in studi e discipline diverse: chimica, matematica, linguistica, paleografia e archivistica. Fu anche inventore ceramista ed aviatore. Nel 1909 a Roma aderì al movimento futurista e conobbe esponenti di esso, quali Marinetti, Folgore, Balla, Prampolini, Bragaglia e Depero. Propagandista del movimento, organizzò nel 1913 la prima serata futurista in Umbria a Gubbio e, successivamente, a Bevagna, Spoleto e Nocera Umbra. Tali serate si conclusero con lanci di ortaggi e di uova; particolare fu quella del 1914 a Perugia che si concluse con un pestaggio.
Interventista, in occasione della prima guerra mondiale, si arruolò volontario al primo corso di aviazione; venne assegnato alla Compagnia aerostieri nella quale rimase fino alla fine del conflitto.
Nel 1918 conseguì a Roma la laurea in Scienze naturali. Nel 1920 pubblicò un saggio sulle Tavole eugubine e, in quello stesso periodo, iniziò i suoi studi sulla ceramica, divenendo anche proprietario della fabbrica di maioliche "La mastro Giorgio", che adottò nuovi sistemi di produzione (forno elettrico e colaggi in serie) ed inserì decorazioni ispirate allo stile futurista. A Benveduti si deve la riscoperta e la sperimentazione della tecnica della ceramica nera, sul tipo del bucchero etrusco. Tra i ceramisti operanti nella sua fabbrica vi furono Migliorati e Traverso, che divennero poi noti pittori. La fabbrica chiuse nel 1929.
Sposò la nobil donna Clelia Etzi, da cui non ebbe figli. Nel 1938 venne chiamato all'Istituto di patologia del libro di Roma, di recente istituzione. Qui approfondì le sue conoscenze sulla carta e sui sistemi di conservazione dei documenti. Cominciò a studiare la fotomeccanica ed i microfilm, di cui fornì vari archetipi applicabili anche alla mappe catastali. Nel 1941 fu assegnato alla Biblioteca nazionale di Roma. Nel 1943 venne premiato alla "Giornata sulla tecnica". Gli eventi bellici lo costrinsero a spostarsi nell'Italia del nord mentre, nel frattempo, a Roma perdette i suoi beni e il lavoro.
Nel dopoguerra si recò a Cagliari dove lavorò fino al 1961, prima come vicedirettore poi come direttore della Biblioteca universitaria della città. In quegli anni riprese gli studi sul microfilm, che lo portarono a realizzare e a brevettare il micro, cioè un microfilm in lamine di alluminio resistente al calore (fino a 600°) e a qualsiasi agente atmosferico. Tale invenzione permetteva di riprodurre su lastre metalliche qualsiasi tipo di documento.
Tornato a Gubbio, continuò i suoi studi e trasmise le sue conoscenze ad un folto gruppo di giovani, trasformando la sua casa in un salotto intellettuale, fuori della cultura ufficiale. Morì a Gubbio nel 1979.
Dal 1940 al 1945 fu una spia dell'Ovra e nella RSI operò al servizio della Germania. Riferiva con il numero di codice 742 e il criptonimo di 'Polidor'. Il suo nome è tra i 622 nomi di spie dell'Ovra pubblicato sul supplemento ordinario della Gazzetta Ufficiale n.146 del 2 luglio 1946. Il suo ricorso venne respinto dai magistrati. 